# Van Dik Hout
Van Dik Hout (aussi abrégé VDH) est un groupe néerlandais de rock, originaire du Helder.

## Histoire
Van Dik Hout se forme en 1985 à l'école secondaire Nieuwediep du Helder, où des amis d'école, Martin Buitenhuis, Dave Rensmaag, Sandro Assorgia et Benjamin Kribben, créent un groupe qui fonctionne sous différents noms.
En mai 2009, ils remportent un succès avec Until You Feel My Love, une traduction par Huub van der Lubbe de Make You Feel My Love de Bob Dylan. Cette chanson figure également sur l'album Leef! sorti en 2011, qui marque une nouvelle ère. Le groupe assure la promotion de l'album en effectuant une vaste tournée des clubs. 2012 est l'année de quelques sorties en solo : le batteur Louis de Wit sort l'album instrumental Celluloid avec Bevel Emboss comme guitariste, qui est diffusé sur la radio publique nationale américaine. Benjamin Kribben sort le CD Eyes Open sous le nom de Benk en the Dominators. L'année 2014 marque le 20e anniversaire de la sortie de Stil in mij. Van Dik Hout effectue une tournée anniversaire aux Pays-Bas et présente un nouvel album : Alles wat naar boven drijft. Cet album enregistré à Berlin, en Allemagne, réunit Paul de Munnik, Thomas Acda, Daniël Lohues, Ellen ten Damme, et JB Meijers.
Avec le nouveau batteur Oscar Kraal qui rejoint les rangs, VDH se produit à Concert at Sea en 2018 et commence à enregistrer un nouvel album en septembre. Le premier single, One Night Eternity, est présenté le 4 janvier 2019 lors du concert annuel au Paradiso. La chanson est élue TopSong de la semaine par NPO Radio 2. Oscar Kraal collabore également avec Milow, Anouk, Frank Boeijen et d'autres artistes. Il décède le 1er avril 2021 à l'âge de 50 ans des suites d'un cancer du pancréas. Cette même année, le groupe remporte le Gouden Harp.
En 2022, Van Dik Hout assure l'accompagnement musical du Groot Dictee der Nederlandse Taal. Les années précédentes, c'est Thijs Boontjes et son Dans- en Showorkest qui s'en chargent. À la télévision, l'Allegro assai du Concerto pour violoncelle en la majeur Bq 172 de Carl Philipp Emanuel Bach sert d'accompagnement musical à la dictée. En janvier 2023, ils sortent le single Every Lost Hour.  En 2024, ils continuent de tourner après 30 ans d'existence.

## Discographie
- 1994 : Van Dik Hout
- 1995 : Vier weken
- 1997 : Kopstoot van een vlinder
- 2000 : Ik jou en jij mij
- 2001 :  Het beste van 1994-2001
- 2002 : Vandaag alleen maar winnaars
- 2004 : Een handvol zonlicht
- 2007 : Alles waar ik nooit aan begon
- 2008 : Live in het Luxor Theater
- 2009 : Van Dik Hout 15 Jaar
- 2011 : Leef!
- 2014 : Alles wat naar boven drijft